# Meinier
Meinier – gmina (fr. commune; niem. Gemeinde) w Szwajcarii, w kantonie Genewa.

## Demografia
W Meinier mieszka 2 115 osób. W 2020 roku 19,1% populacji gminy stanowiły osoby urodzone poza Szwajcarią.

## Transport
Przez teren gminy przebiega droga główna nr 115.